# 536 (số)
536 (năm trăm ba mươi sáu) là một số tự nhiên ngay sau 535 và ngay trước 537.